# Fjordsee
Ein Fjordsee ist ein Gebirgsrandsee, der wie ein Fjord durch Übertiefung eines Gebirgstales durch einen inzwischen ganz oder teilweise abgetauten Gletscher entstanden ist. Damit ist ein Fjordsee eine Sonderform des Zungenbeckensees. Zahlreiche Randseen der Alpen sind solche Fjordseen. Von den Fjordseen in Skandinavien heißen einige auch „Fjord“, obwohl sie keine Meeresbuchten sind. Der Boden von Fjordseen liegt tiefer als der Boden des Gebirgsvorlandes, bei mehreren Seen des südlichen Alpenrandes liegt er sogar unter dem Niveau des Meeresspiegels.

## Beispiele von Fjordseen

### Fjordseen am Alpenrand
Alpenwest- und Nordrand
- Lac du Bourget[1]

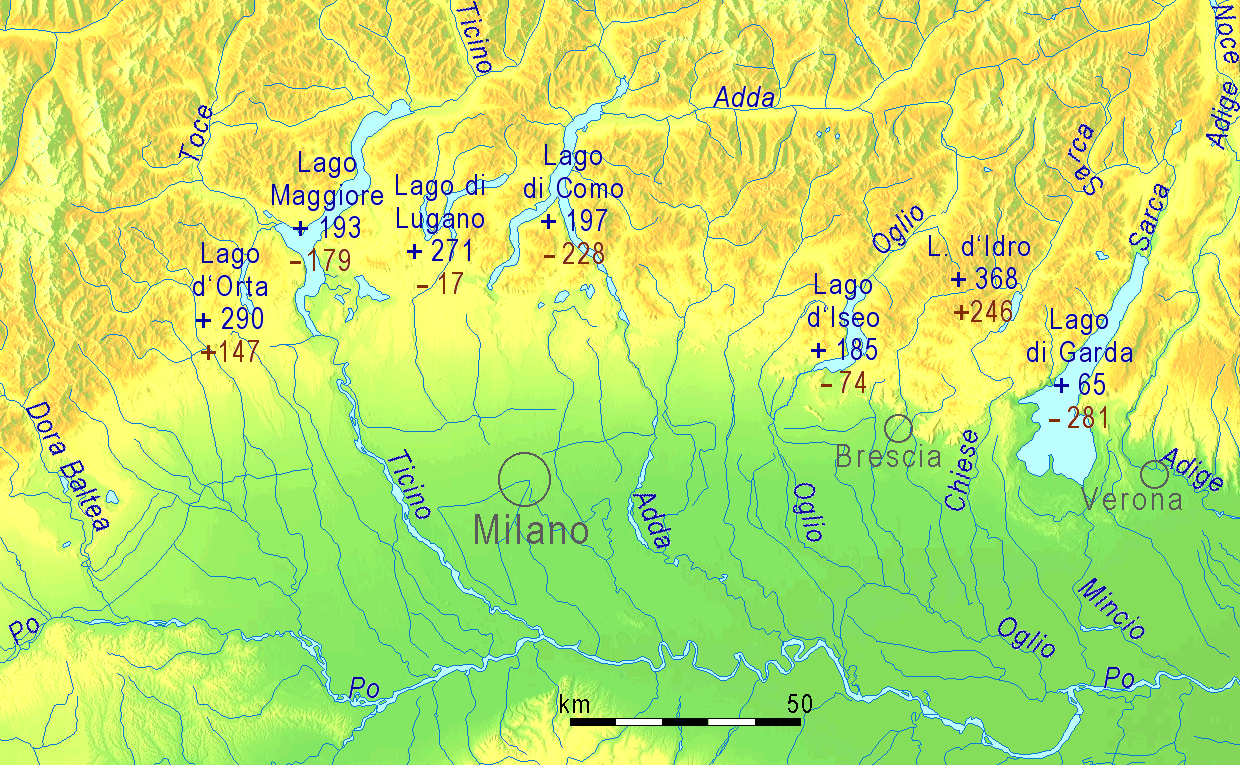
Fjordseen des Alpensüdrandes, blau = Meereshöhe des Seespiegels,
braun = tiefste Stelle des Seegrundes über (+) oder unter (-) dem Meeresspiegel

- Lac d’Annecy (tektonisch präformiert)[2]
- Léman (Genfersee)[3]
- Bodensee
- Brienzersee
- Thunersee
- Vierwaldstättersee
- Walensee
- Zürichsee
- Königssee
- Wolfgangsee
- Mondsee
- Attersee

Alpensüdrand
- Lago d’Orta (Ortasee)
- Lago Maggiore (Langensee)
- Lago di Lugano (Luganersee)
- Lago di Como (Comer See)
- Lago d’Idro (Idrosee)
- Lago di Garda (Gardasee)
- Lago d’Iseo (Iseosee)

### Fjordseen in Skandinavien
– hier nur eine kleine Auswahl aus hunderten –
- Hornindalsvatnet
- Randsfjord
- Snåsavatnet